# 史莫奇·喬·伍德
霍華德·埃爾斯沃斯·「史莫奇·喬」·伍德（英語：Howard Ellsworth "Smoky Joe" Wood，1889年10月25日—1985年7月27日），為美國職棒大聯盟的投手與外野手。他在紅襪隊主要擔任投手，轉戰印地安人隊後轉型成外野手。他在1912年更是單季拿下超過30勝。

## 職業生涯

### 生涯早期
伍德早期在一支名為「布魯默女孩」(Bloomer Girls)的棒球隊發跡，這支棒球隊除了伍德以外全是女性球員。而他們也會和其他棒球隊進行友誼交流賽，由於全隊只有伍德是男性，因此這支棒球隊在當時也獲得不少關注度。
1908年，年僅18歲的伍德升上大聯盟。1911年，伍德拿下23勝，防禦率僅2.02。他還在這年投出一場無安打比賽。由於他的快速球非常具有威力，因此大家開始以「Smoky」稱呼他。
參議員隊的王牌投手華特·強森曾經公開宣稱伍德的速球比他還要更快，不過伍德的球速究竟有多快已經不得而知。當時聯盟以光電感測器來測量投手球速，強森的球速遙遙領先其他投手，甚至比第二名的還快上6.1英里(約9.76公里)。雖然伍德在1917年有接受過此方式測試球速，不過當時他已經受過嚴重的傷勢導致球速下滑，因此數據無法用來衡量。

### 1912年球季
1912年，伍德迎來了生涯最傑出的一個球季。他這年投出34勝5敗，防禦率僅1.91。在1900年後，大聯盟僅有21位投手能夠投出單季超過30勝。而伍德在這年還一度投出連續16勝，追平強森的紀錄。
1912年9月6日，連續拿下13勝的伍德與連續拿下16勝的強森對決。他們在前五局力保不失，而特里斯·史畢克和Duffy Lewis接連敲出二壘安打打回一分。終場紅襪隊就以1比0獲勝，強森的連續勝場紀錄因此停留在16場。
伍德也成功帶領紅襪打進世界大賽，他們與巨人打成3勝3敗平手。第七戰兩隊前9局打完又以1比1平手僵局進入延長賽。
10局上，伍德繼續在場上投球，而他也被Fred Merkle敲出安打失分。10局下，巨人隊先發投手克里斯提·馬修森也繼續投球。Clyde Engle上場代打取代伍德，而他擊出右外野方向的平凡飛球，不過中外野手Fred Snodgrass上前去接這顆球卻發生失誤。結果這個失誤讓紅襪隊起死回生，最後得到2分逆轉，拿下世界大賽冠軍。伍德在這場比賽送出11次三振，成為大聯盟首位在世界大賽單場送出雙位數三振的投手。

### 生涯後期
1913年，伍德在與老虎隊的比賽中因守備滑倒傷及大拇指。儘管傷勢沒有太多影響到他的投球表現，但也大幅降低他的出賽次數。這個傷勢最終讓他缺席整個1916年球季和1917年大半球季。
1917年球季末，伍德被交易至印地安人隊。由於手傷已無法投球，伍德因此轉型成外野手試圖延續他的職棒生涯。
1918年球季初，伍德似乎還不太能適應打者的角色。不過他在一場面對洋基隊的比賽中敲出雙響砲，這場比賽似乎也讓伍德走出了低潮。他在1918年和1922年分別在打點排行榜擠進聯盟前10名。1920年世界大賽，伍德出賽4場，最終順利拿下世界大賽冠軍。
1922年，伍德在生涯最後一個球季擊出150支安打，另有92分打點，全是他個人單季新高紀錄。

## 晚年
退休後，伍德到耶魯大學擔任棒球教練。他還曾經指導他的兒子喬投球，而他兒子也曾於1944年在紅襪隊短暫出賽過。
1981年，Lawrence Ritter和Donald Honig將伍德評選為史上百大傑出棒球員之一。1985年，伍德因病於康乃狄克州的西黑文去世，享壽95歲。他在1995年入選紅襪隊的名人堂。

## 外部連結
- 球員資訊和成績在MLB ，ESPN，Retrosheet ，Baseball Reference ，Baseball Reference (Minors) ，Fangraphs，The Baseball Cube （英文）